# ドラえもんのひみつ道具 (ま)
ドラえもんのひみつ道具 (ま) では、藤子・F・不二雄の漫画『ドラえもん』、『大長編ドラえもん』(VOL.1〜17)、藤子・F・不二雄のその他の著作に登場するひみつ道具のうち 、読みが「ま」で始まるものを列挙する。

## まあまあ棒
まあまあ棒（まあまあぼう）は、「まあまあ棒」（てんとう虫コミックス第23巻に収録）に登場する。
先端にX形の付いた棒。人がどんなに怒っていても、X形の部分で口をおさえて「まあまあ」となだめれば怒りを静められるという道具。仕組みとしては怒りを腹の中へためこんで我慢させるもので、あまり我慢をさせすぎると怒りが満タンになって大爆発が起こる。
作中では、スネ夫がその危険性を知らずにジャイアンをわざと怒らせての使用を繰り返した末に爆発した。
ドラえもん曰く、爆発のエネルギーは火山の噴火にも匹敵するそうだが、幸いにも作中では爆発したジャイアンとそばにいたスネ夫が黒こげになるだけで済んだ（それでもちょっとしたガス爆発くらいはあり、ドラえもんの言う様に空地に誘導していなければ人家に被害が出るところだった）。

## マイクロ補聴器
マイクロ補聴器（マイクロほちょうき）は、「めいわくガリバー」（てんとう虫コミックス第36巻に収録）に登場する。
耳に差し込んで使用するイヤフォン型の小型補聴器。相当小さな音までも聞き取ることができる。ドラえもんとのび太が小人型異星人の住む惑星へ行った際、住民の声があまりに小さく聞き取りにくいために使用した。

## まいごさがし機「ごはんだよー」
まいごさがし機「ごはんだよー」（まいごさがしきごはんだよー）は、『ドラえもん のび太と雲の王国』に登場する。
小さな食堂を象った道具。屋根の煙突からおいしそうな匂いの煙を出し、お腹をすかせた人や動物を引き寄せる。効き目はお腹の空き具合により、鼻が詰まっていたら効果は無いらしい。

## マグマ探知機
マグマ探知機（マグマたんちき）は、「無人島の作り方」（てんとう虫コミックス第9巻に収録）にて登場する。
マグマの場所を特定するための道具。テストリードを外したアナログ回路計のような外観。マグマの上を通ると「マグマグ」という奇妙な音を鳴らして知らせてくれる。

## マジックおしり
マジックおしりは、「マジックハンド」（てんとう虫コミックス第13巻に収録）に登場する。
人の臀部を象った道具。思い切りはたくと、離れた場所にいる人間の臀部にその痛みが伝わる。ひみつ道具と対象者との感覚がどう繋がっているのかは、作中では描かれていない。

## マジックおなか
マジックおなかは、「まんが家ジャイ子」（てんとう虫コミックス第24巻に収録）に登場する。
人のおなかを象った道具。中央に取り外し可能なヘソが付いている。ヘソを取り外して使用者のおなかに付けておき、離れた場所からマジックおなかをくすぐると、ヘソを付けられた者もおなかがくすぐったくなって笑ってしまう。

## マジック・セメント
マジック・セメントは、「うそつきかがみ」（てんとう虫コミックス第2巻に収録）に登場する。
チューブ入りの接着剤。粉々に割れた鏡でも、継ぎ目も見えないほどに元どおり修復することができる。

## マジックチャック
マジックチャックは、「マジックチャック」（ぴっかぴかコミックススペシャル『カラー版ドラえもん』に収録）に登場する。てんとう虫コミックスでは「ドラえもん大事典」（てんとう虫コミックス第11巻に収録）で紹介されている。
チャックを象った道具。壁などに貼り付けてチャックを開くと、その中に隠れることができる。
『ドラえもん最新ひみつ道具大事典』では、壁の中に隠れるだけでなく「通りぬけフープ」と同様に、壁の向こう側へ移動することも出来る描写になっている（ただし原作漫画には、そのような設定及び描写は存在しない）。

## マジックドーム
マジックドームは、『ドラえもん のび太と雲の王国』に登場する。
ドラえもんたちが雲の上に作った王国を隠すために使った道具。缶詰のような道具から薄い煙の幕が広がり、雲の王国全体を包むことで、内側からは外が透けて見えるものの、外側からは雲の王国はただの雲にしか見えなくなる。一度ドームの外へ出てしまうと、自分たちのいた雲を見つけるのに苦労するのが難点。
缶の表面には「MAGIC DOME」と書かれているが、「MAGIC DOOM」となっているコマもある。

## マジックハンド
マジックハンドは、「マジックハンド」（てんとう虫コミックス第13巻に収録）に登場する。
1対の手袋を象った道具。これを手にはめて手を動かすと、離れた場所にある物に手を触れずに力を加えることができる。物を掴んだり、動かしたり、人を殴ったりと使い道は多岐にわたる。
テレビアニメ第2作第1期「謎の四次元カバン」（2002年3月30日放送、DVD『ドラえもんコレクションスペシャル特大号』春の6に収録）では、数メートル離れた物を自分の元に取り寄せるという「とりよせバッグ」のような描写になっている（ただし原作漫画には、そのような設定及び描写は存在しない）。
同様の機能を持つ道具に「とうめいハンド」がある。

## 二十二世紀のマジックハンド
二十二世紀のマジックハンドは、「ドラえもんの大予言」（てんとう虫コミックス第1巻に収録）に登場する。
ばね状のアームの先に大型の手が付いたような形状をしており、手元のレバーを操作することで伸び縮みする。

## マジックハンモック
マジックハンモックは、「ドラえもん大事典」（てんとう虫コミックス第11巻に収録）に登場する。
蛇使いのような籠からロープが伸び、その先端にハンモックが繋がっている。ハンモックに乗って笛を吹くとロープがどこまでも伸びる。

## マジックボックス
マジックボックスは、「マジックボックス」（藤子・F・不二雄大全集第4巻に収録）に登場する。
2メートルほどの大きさの箱と、30センチメートルほどの細長い筒のセット。箱の方には側面に3つの穴が開いており（穴同士は四次元空間で繋がっている）、筒には中央にレンズが備えられている。箱の中で座り、上の穴に目を近づけ、真ん中と下の穴に片手と片足をそれぞれ差し込むと、筒の両端からその手と足が飛び出し、筒のレンズの見た光景が使用者の目に映る。これにより、この筒をもうひとつの体として自在に操り、歩き回ったり、家にいながらにしてあちこちの光景を見たり、物をつかんだりすることができる。

## まじんのいないまほうのランプ
まじんのいないまほうのランプは、「まじんのいないまほうのランプ」（てんとう虫コミックススペシャル『ドラえもんカラー作品集』第3巻に収録）に登場する。
『千夜一夜物語』に登場する魔法のランプを模した道具。名前のとおり、普段は「魔神」は入っておらず、これを持って人の名前を呼ぶと、その人物がランプの中に吸い込まれる（名前を呼ぶ時はある程度融通が利き、その人の本名でなくともあだ名や役職などでも吸い込められる）。その後でランプをこすると、中に入った人が魔神の姿となって現れ（頭にターバンを巻き、下半身が煙状となって宙に浮いている）、命令すれば何でも受けてくれるようになる。中に入った人は、誰かにランプをこすられない限り、ランプの中から出ることはできない。自分を向けて名前を言うといった本人が吸い込まれる。
魔神となっている間は本人の意思は麻痺しており、呼び出した者の言うがままになるが、魔神となっていた時の記憶は残るので、元に戻った時にランプの持ち主とトラブルが発生する恐れがある。命令をこなすと、魔神の姿から元に戻る。伝承通りに3つの願いを聞く必要はなく、魔神になった人は命令を最低1つ以上こなすことで元に戻れる。
テレビアニメ第2作第2期「まじんのいない魔法のランプ」（2011年10月28日放送）では、ランプの中は超空間となっており、吸い込まれた人間は再び外に出されるまで本人の意思は失わないとされている。

## マタタビ香水
マタタビ香水（マタタビこうすい）は、「恋するドラえもん」（てんとう虫コミックス第27巻に収録）に登場する。
ネコ用の香水。作中では詳細不明。
『ドラえもん 新・のび太と鉄人兵団～はばたけ 天使たち～ 超特別編』での登場時は、ネコをメロメロにする効能があるとされていたが、使用されなかった。 
テレビアニメ第2作第2期「ネコになったドラえもん」（2020年2月22日放送）では、瓶の蓋を開けただけで香気によりネコやネコ型ロボットが酔い（蓋を閉めると醒める）、一瓶かぶったドラえもんは気絶し、その後もしばらく理性を失いネコの本能丸出しになってしまった。

## マッチ棒型ライト
マッチ棒型ライト（マッチぼうがたライト ）は、「まわりのお天気集めよう」（てんとう虫コミックス第43巻に収録）に登場する。
大きなマッチ棒を模した電灯。見た目は白いマイクのよう。球状部分から熱を出し、雪でできた壁に容易に穴を開けることができる。ドラえもんとのび太は気候集中装置を利用して野比家に雪を積もらせ、このライトを使って雪の家を作った。
なお、この道具の名称は原作中には出てこない。テレビアニメ第2作第1期「気候集中装置」（1990年11月30日放送）では「マッチ棒型ライト」としている。また、2025年3月22日放送の「気候集中装置」には名称は出てこない

## 狂時機
狂時機（マッド・ウォッチ）あるいは驚時機（きょうじき）は、以下の作品に登場する道具。
| タイトル                     | 収録書籍                   | 名称             | 読み             | 脚注                     |
| ---------------------------- | -------------------------- | ---------------- | ---------------- | ------------------------ |
| 「マッド・ウオッチ」         | てんとう虫コミックス第8巻  | 狂時機           | マッド・ウォッチ |                          |
| 「ひろびろ日本」             | てんとう虫コミックス第21巻 | 狂時機           | きょうじき       | 表現の改変については後述 |
| 「ガンファイターのび太」     | てんとう虫コミックス第24巻 | マッドウォッチ   | マッドウォッチ   | [ 注釈 3 ]               |
| 「『時』はゴウゴウと流れる」 | てんとう虫コミックス第34巻 | マッド・ウォッチ | マッド・ウォッチ | [ 注釈 4 ]               |
| 「万能クリーナー」           | てんとう虫コミックス第42巻 |                  |                  | [ 注釈 5 ]               |

ストップウオッチを象った道具。この道具を使うとある一定の範囲だけ時間を遅く進めたり、早く進めたり、止めたりすることができる。スイッチをSに合わせると遅くなり、Cに合わせると早くなる。「ひろびろ日本」では全世界の時間を止めており「ウルトラストップウォッチ」、「タンマウオッチ」のような使い方をしている。
「マッド・ウオッチ」では、作動時点で使用者の体に他の者が触れていれば、その者は道具の影響を受けずに済むようになっている。「ひろびろ日本」では、作動時点で使用者のそばにいる者は道具の影響を受けずに済むようになっている。「ガンファイターのび太」では、道具の影響を受けなくする者を使用者が指定できるようになっている。
「『時』はゴウゴウと流れる」では「どこかで落とした」とドラえもんが発言しているが、後作の「万能クリーナー」でジャイアンの動きを止めるために使用している。
この道具も「狂音波発振式ネズミ・ゴキブリ・南京虫・家ダニ・白アリ・虫退治機」と同様に、ある時期を境に「狂」の「驚」への改変（言葉狩り）が行われ、このひみつ道具も「驚時機（きょうじき）」という名称に改変された。それを受けて、「マッド・ウオッチ」という名称も「驚時機（きょうじき）」という名称で登場するようになった。しかし時間を狂わせる機械であるので、「驚」は誤った表現。藤子・F・不二雄大全集へ収録するにあたって、この改変は作者によるものではないと判断され、道具名が掲載当初の表記に差し戻された。
ひみつ道具の事典の場合、『ドラえもん全百科（ドラえもんオールひゃっか）』（1979年7月発行）から『ドラえもんひみつ道具完全大事典』（1994年12月発行）までは「狂時機」（読みがなの表記は「マッドウォッチ」。「マッドウオッチ」ではない）、『最新版ドラえもんひみつ道具大事典』（2004年1月発行）以降は「驚時機」（読みがなの表記は「マッドウオッチ」）としている。

## 窓けしききりかえ機
窓けしききりかえ機（まどけしききりかえき）は、「あの窓にさようなら」（てんとう虫コミックス第19巻に収録）に登場する。
窓の景色を切り替える道具。近くの窓に向けて方角と距離を指定すると、目的の位置にある家や乗り物の窓から見た景色を、近くの窓に映し出す。単に光景が見えるだけではなく、実際に空間が繋がっている。向こうの窓の外から窓を開けずに中を覗いた場合、向こうの窓の中が見え、こちらの窓の中は見えない。
景色にうつった内容は、きりかえ機に内蔵されている「まどビデオ」に録画でき、他の窓に投影することもできる。
さらにオプションとして「自動ついせきアダプター」がある。これをきりかえ機に取り付け、切り替えた景色に映っていた者を追跡対象に設定すると、追跡対象者が移動して窓に映らなくなっても、追跡対象者を映し出す窓を自動的に探し出し、追跡対象者の動きを追うことができる。

## まねラジコン
まねラジコンは、「まねコン」（てんとう虫コミックス第21巻に収録）に登場する。
手のひらに入るほど小さなコントローラー2つで構成される。2人の人間の体にそれぞれをつけておくと、送信側（アンテナ先端が逆三角形）の動作の通りに受信側（アンテナ先端が球形、これはスイッチにもなっている）も動く。受信側が抵抗すると送信側にもその抵抗が伝わるが、送信側にはかなわない。本来は運動神経の鈍い人にダンスなどを教えるための道具だという。
テレビアニメ第2作第2期「のび太たちのアイスショー」（2008年10月24日放送）では「まねコン」という名称で登場しており、複数の人間がそれぞれ受信機を付け送信側一人の動きをまねる場面もある。

## 魔法事典
魔法事典（まほうじてん）は、「魔法事典」（てんとう虫コミックス第37巻に収録）に登場する。
最初は何も書かれていない白紙の本だが、魔法の使い方を好きなように書き込むと、その通りに魔法が使える。使い方は自由で、手などで一定の仕草をとる、呪文を唱えるなど様々に設定できる。呪文にした場合は、その呪文を逆から唱えると効力が消える。また、魔法が書かれたページを破れば、その部分の魔法が無効になる。
この道具の重大な欠点として、魔法を書き込んだ本人でない者が偶然同じ動作をしたり、呪文と同じ言葉を偶然口にしても、本人の意志と関係なく勝手に魔法が発動してしまう。また、使用者が呪文を唱えた後、他の誰かが偶然にその呪文と逆の言葉を口にしても、使用者の魔法の効力が消えてしまう。
使用した魔法と呪文は、以下の通り。
- ほうきで空を飛ぶ魔法（最初は「頭を3回かく」だったが、他の人が同じ動作をして魔法が発動してしまったため、「スーイスイ」の呪文に変更された（地面に降りたい時には「イスイース」と唱える）。しかし、これも他の人が偶然に「スーイスイ」と言ってしまい、魔法が発動してしまった）
- 物を浮かせる魔法（「フーワフワ」と唱える）
- 透明になる魔法（「イナイイナイ」と唱え、魔法を取り消す時にも「イナイイナイ」と唱える。しかし、近くにいた人が赤ん坊に向かって「イナイイナイバア」と言ったため、魔法の効力が消えてしまった）
- 綺麗になる魔法（「キレイキレイ」と唱える）
- 念力で相手を吹き飛ばす魔法（他人に真似されないように長い呪文を設定したが、あまりにも長すぎたため唱えられなかった）

## まほうのかがみ
まほうのかがみは、「まほうのかがみ」（藤子・F・不二雄大全集第3巻に収録）に登場する。
手鏡を象ったひみつ道具。この鏡に物体を写すと、鏡の中からその物体の複製品を取り出すことができる。人物やロボットを写すと、複製された者が自我を持ったまま鏡の中から出てくる。
同様の機能を持つひみつ道具として「フエルミラー」がある。フエルミラーは備え置き型だが、こちらは手持ち型。また、フエルミラーの場合は自分自身が鏡の中から現れて勝手に振舞うことがあるが、こちらで複製した1人の自分は従順であり、仕事を任せることができる。フエルミラーで増やしたものは左右反転状態になるが、こちらは左右反転することなく複製できる。

## まほうのとけい
まほうのとけいは、「まほうのとけい」（藤子・F・不二雄大全集第3巻に収録）、「今、何時?」（ぴっかぴかコミックススペシャル『カラー版 ドラえもん』に収録）に登場する。
柱時計を象った道具。時計の針を回すと、実際に世界中の時刻が変わる。
作中では名称不明。ここではエピソード「まほうのとけい」のサブタイトルを用いている。

## まほうのひも
まほうのひもは、「まほうのひも」（てんとう虫コミックススペシャル『ドラえもんカラー作品集』第6巻に収録）に登場する。
蛇使いを思わせるかごに長いひもが入っており、笛を吹くとひもがするすると伸びる。ひも自体が意思を持っており、人の形や乗り物の形に変形して持ち主を助ける。「世話やきロープ」とほとんど同じだが、かごから出す際に「ピーヒョロロープ」のように笛を吹く点と、持ち主が用事などを怠けようとすると巻き付いて引き止める点などが異なる。また、ひも自体が人の顔のように変形し、物を食べることもできる。

## 魔法のほうき
魔法のほうき（まほうのほうき）は、『ドラえもん のび太と夢幻三剣士』に登場する。
気ままに夢見る機による夢世界の中で魔法使いドラモンとなったドラえもんが乗る魔法のほうき。乗って空を飛ぶほか、ほうき自体が意思を持ち、ドラモンの命令によってひとりでに動き回ることができる。また、これを持っていないとドラモンは魔法の力を失う。
作中ではこれをポケットから出す描写はなく、ドラモンとしての魔法使いの衣装同様、夢世界の中での小道具のようにも見えるが、映画の公式サイトではひみつ道具の1つとして扱われている。

## 魔法の虫めがね
魔法の虫めがね（まほうのむしめがね）は、「虫めがね」（藤子・F・不二雄大全集第3巻に収録）に登場する。
レンズが赤と青の2種類の虫眼鏡があり、赤の方で物を見ると、その物が大きく見えるだけでなく、本当に大きくなる。青の方だと小さくなる。
鏡にうつった自分の姿を赤の虫眼鏡で見れば、自分自身の体を大きくすることもできる。
作中では「虫めがね」としか呼んでいない。1979年に出版された『ドラえもん全百科』ではこの道具を指して、『魔法の虫めがね』と紹介された。だが、1983年に『大きくなる虫めがね』という類似道具が登場する作品が発表されてからは以下の問題が発生している。
ひみつ道具の事典では一様に「魔法の虫めがね」としているが、「物を見ると、その物が大きく見えるだけなく、本当に大きくなる」という説明しか載せておらず、その説明だけでは「大きくなる虫めがね」（1983年発表作品に登場する類似道具）を指すこともできる。『ドラえもんひみつ道具完全大事典』（1994年12月発行）以降は「大きくなる虫めがね」も同時に掲載しているが、「魔法の虫めがね」の説明文を修正する措置を取っていないため、「大きくなる虫めがね」と説明文がほぼ同じという状態に陥っている。

## 魔法ぼうし
魔法ぼうし（まほうぼうし）は、『ドラえもん のび太の魔界大冒険』に登場する。
三角錐型に無数の星模様のついた帽子。かぶると魔法が使えるようになるというわけでなく、単なるファンタジーの雰囲気を出すためだけのなんの変哲もないお芝居の帽子。『のび太の魔界大冒険』で魔界を訪れた際には、そこに住む悪魔たちが偶然似たデザインの星が多いほど階級の高さを示す帽子をかぶっていたため、無数の星が描かれていた帽子をかぶっていたドラえもんは、階級の低い悪魔から上級悪魔と勘違いされて危うく窮地を逃れることができた。
前述の名称は原作漫画での呼称で、映画の作中では「魔法のぼうし」と呼ばれていた。
そくせき魔法帽
同じく『ドラえもん のび太の魔界大冒険』におけるのび太の夢では、同デザインの帽子が「そくせき魔法帽」と言う名称で登場。こちらは実際に魔法が使用できる。劇場版では、ドラミがドラえもんから借りた道具として登場している。

## ママをたずねて三千キロじょう
ママをたずねて三千キロじょう（ママをたずねてさんぜんキロじょう）は、「ママをたずねて三千キロじょう」（てんとう虫コミックス第21巻に収録）に登場する。
『母を訪ねて三千里』の状況を再現するひみつ道具。この錠剤を飲むと、1粒ごとに300メートル歩かないと母親に会えなくなる。母親に会いそうな状況になると、電話が鳴って母親がそちらへ行ってしまうなど、偶然の発生が母に会えないというシチュエーションを作り上げる。
瓶には1万粒入っており、一瓶全部飲むと名前の通り3000キロメートル歩かないと母親に会えなくなる。3000キロメートルとは日本からグアム島あたりまでの距離。実際は歩かずに機械などで移動しても良いらしく（原案の『母を訪ねて三千里』でも船や汽車を使っている）、作中でのび太が一瓶全部飲んでしまったときには、どこでもドアで1500キロメートル先へ行ってから自宅へ戻ることで、玉子に会うことができた。

## まもり紙
まもり紙（まもりがみ）は、「ぼくのまもり紙」（てんとう虫コミックス第23巻に収録）に登場する。
「まもり神」ならぬ「まもり紙」。一見ただの白い紙だが、手をパンパンと叩いて毎日3回拝むと、その者に常に付き添ってあらゆる災難から守ってくれる。たとえば階段から転げ落ちればクッションのように受け止めてくれたり、ボールが飛んでくればバットのように丸まって打ち返したり、いじめっ子のジャイアンを打ちのめしたり、アニメ版ではしずかのバイオリンのひどい演奏から耳を守ったり、トラックのコンテナから脱走した牛を闘牛士の様に誘導してコンテナに戻すなどと多岐にわたり活躍する。その力は、ジャイアンすら全身ボロボロになって息を切らしながら闘って、どうにか勝つことができたほど。
似て非なる道具として汚らしい色をした「びんぼう紙」がある。

## マリオネッター
マリオネッターは、「マリオネッター」（てんとう虫コミックススペシャル『ドラえもんカラー作品集』第3巻に収録）に登場する。
この道具から伸びた1本の糸を人につなげると、マリオネットのように人を意のままに操ることができる。慣れていないと操るのは難しい。

## まるいものじ石
まるいものじ石（まるいものじしゃく）は、「まるいものじ石」（藤子・F・不二雄大全集第7巻に収録）に登場する。
輪のような道具。これを人が頭にかぶると肉体自体が一種の磁石になり、鉄ではなく丸い物（丸顔の人も含む）をなんでも引き寄せるようになる。

## ○×うらない
○×うらないは、『ドラえもん のび太と竜の騎士』に登場する。
○と×を象った2つの道具。これを床や地面に置いて質問をすると、○×いずれかが空中に浮かび、答えを○×で回答する。○のときは「ピンポーン」×のときは「ブブー」と音が鳴る。的中率は100パーセント。意思らしきものもあるようで、占い結果にケチをつけると体当たりで叱ったりする。
ただし、答えそのものは的中していても聞き方が悪いと結果として間違った回答を出してしまう。現にドラえもんは、｢地球上に恐竜は生き残ってるか？｣と質問し「×」という回答を得たが、それは“地球の地表上では絶滅した”という意味であり、作中では地底世界で恐竜が生存していた。

## マンガ原作集
マンガ原作集（マンガげんさくしゅう）は、「カンヅメカンでまんがを」（てんとう虫コミックス第25巻に収録）に登場する。
あらゆる漫画の筋書きが載っている本。登場人物はA、Bなどの仮名になっており、自分で考えたキャラクターをあてはめれば、たちどころに漫画やアニメ作品ができあがる。作中に登場したものは、表紙に「だれにも書けるマンガ原作大全集(5) SFマンガ集」と書かれている。

## 万病薬
万病薬（まんびょうやく）は、「ペロ! 生きかえって」（てんとう虫コミックス第3巻に収録）に登場する。
試験管に入った錠剤。その名のとおり、どんな病気にも効果があらわれる。劇中では、ドラえもんが「薬だから効かないこともある」と述べているが、源家の飼い犬であるペロに飲ませたところ、病気が治って元気になった。
原作漫画の劇中では、上述したように「どんな病気にも効くが、薬だから効かない場合もある」としか説明されておらず、具体的な性能については明らかにされていない。関連書籍・公式作品についても説明がそれぞれ異なっており、例として『ドラえもんのひみつ道具使い方事典2』（1991年1月発行）では「重病や手遅れの場合は治せない」と説明されているが、その一方『ドラえもん のび太の恐竜2006 DS』（2006年3月2日発売）、『ドラえもん のび太の新魔界大冒険 DS』（2007年3月8日発売）、『ドラえもん のび太と緑の巨人伝 DS』（2008年3月6日発売）では「どんなにひどい病気にかかっていても、たちまち治してしまう」と説明されている。
作中では「どんなびょう気にもきくくすり」と呼んでいる。テレビアニメ第2作第2期「ペロ! 生きかえって」（2006年5月12日放送）では、名称は画面上のテロップにも公式サイトにもないものの、作中で「動物のいろんな病気に効く薬」と呼んでいる。『ドラえもん全百科』（1979年7月発行）を始めとするひみつ道具の事典では一様に「万病薬」としている。